# Letland op de Olympische Zomerspelen 2024
Letland nam deel aan de Olympische Zomerspelen 2024 in Parijs, Frankrijk.

## Aantal Deelnemers
Hieronder volgt een overzicht van de atleten die zich kwalificeerden voor de Olympische Zomerspelen van 2024.
| Sport            | Mannen | Vrouwen | Totaal |
| ---------------- | ------ | ------- | ------ |
| Atletiek         | 3      | 5       | 8      |
| Basketbal        | 4      | 0       | 4      |
| Gewichtheffen    | 1      | 0       | 1      |
| Moderne vijfkamp | 1      | 0       | 1      |
| Paardensport     | 1      | 0       | 1      |
| Schietsport      | 1      | 1       | 2      |
| Schoonspringen   | 0      | 1       | 1      |
| Tennis           | 0      | 1       | 1      |
| Volleybal        | 0      | 2       | 2      |
| Wielersport      | 4      | 2       | 6      |
| Totaal           | 16     | 13      | 29     |

## Deelnemers en resultaten

### Atletiek

#### Loopnummers
Mannen
| atleet        | onderdeel | voorronde | voorronde | series   | series | herkansingen | herkansingen | halve finale   | halve finale   | finale         | finale         |
| atleet        | onderdeel | tijd      | rang      | tijd     | rang   | tijd         | rang         | tijd           | rang           | tijd           | rang           |
| ------------- | --------- | --------- | --------- | -------- | ------ | ------------ | ------------ | -------------- | -------------- | -------------- | -------------- |
| Gunta Vaičule | 400 m     | n.v.t.    | n.v.t.    | 51,13    | 5 H    | 50,93        | 2            | niet geplaatst | niet geplaatst | niet geplaatst | niet geplaatst |
| Agate Caune   | 5000 m    | n.v.t.    | n.v.t.    | 15.38,19 | 33     | n.v.t.       | n.v.t.       | n.v.t.         | n.v.t.         | niet geplaatst | niet geplaatst |

#### Technische nummers
Mannen
| atleet          | onderdeel        | kwalificaties | kwalificaties | finale         | finale         |
| atleet          | onderdeel        | afstand       | rang          | afstand        | rang           |
| --------------- | ---------------- | ------------- | ------------- | -------------- | -------------- |
| Valters Kreišs  | polsstokspringen | 5,70          | 11 q          | 5,50           | 12             |
| Gatis Čakšs     | speerwerpen      | NM            | NM            | niet geplaatst | niet geplaatst |
| Patriks Gailums | speerwerpen      | 77,26         | 25            | niet geplaatst | niet geplaatst |

Vrouwen
| atlete            | onderdeel        | kwalificaties | kwalificaties | finale         | finale         |
| atlete            | onderdeel        | afstand       | rang          | afstand        | rang           |
| ----------------- | ---------------- | ------------- | ------------- | -------------- | -------------- |
| Rūta Kate Lasmane | hinkstapspringen | 13,76         | 22            | niet geplaatst | niet geplaatst |
| Līna Mūze         | speerwerpen      | 60,30         | 17            | niet geplaatst | niet geplaatst |
| Anete Sietiņa     | speerwerpen      | 60,47         | 15            | niet geplaatst | niet geplaatst |

### Basketbal

#### 3x3
Mannen
| Olympiër                                                  | Discipline | Resultaat | Prestatie |
| --------------------------------------------------------- | ---------- | --------- | --------- |
| Kārlis Lasmanis Nauris Miezis Zigmārs Raimo Francis Lācis | 3x3        | 4         | zie onder |

| Pos | Team             | Wed | W | V | Ptn | PV  | PT  | +/− | Kwalificatie  |
| --- | ---------------- | --- | - | - | --- | --- | --- | --- | ------------- |
| 1   | Letland          | 7   | 7 | 0 | 14  | 147 | 103 | +44 | Halve finales |
| 2   | Nederland        | 7   | 5 | 2 | 12  | 133 | 112 | +21 | Halve finales |
| 3   | Litouwen         | 7   | 4 | 3 | 11  | 134 | 125 | +9  | Play-in       |
| 4   | Servië           | 7   | 4 | 3 | 11  | 129 | 123 | +6  | Play-in       |
| 5   | Frankrijk (G)    | 7   | 3 | 4 | 10  | 131 | 132 | −1  | Play-in       |
| 6   | Polen            | 7   | 2 | 5 | 9   | 116 | 139 | −23 | Play-in       |
| 7   | Verenigde Staten | 7   | 2 | 5 | 9   | 116 | 138 | −22 |               |
| 8   | China            | 7   | 1 | 6 | 8   | 107 | 141 | −34 |               |

| groepsfase     | 30 juli 2024    | 18:35 | Litouwen | 21 - 14 | Letland          |     |     |
| groepsfase     | 31 juli 2024    | 18:35 | Letland  | 21 - 12 | Nederland        |     |     |
| groepsfase     | 1 augustus 2024 | 10:35 | China    | 8 - 22  | Letland          |     |     |
| groepsfase     | 1 augustus 2024 | 23:05 | Letland  | 19 - 21 | Verenigde Staten |     |     |
| groepsfase     | 2 augustus 2024 | 14:05 | Letland  | 22 - 20 | Frankrijk        |     |     |
| groepsfase     | 2 augustus 2024 | 19:05 | Servië   | 14 - 21 | Letland          |     |     |
| groepsfase     | 4 augustus 2024 | 18:00 | Letland  | 22 - 16 | Polen            |     |     |
|                |                 |       |          |         |                  |     |     |
| kwartfinale    | bye             | bye   | bye      | bye     | bye              | bye | bye |
|                |                 |       |          |         |                  |     |     |
| halve finale   | 5 augustus 2024 | 19:00 | Letland  | 14 - 21 | Frankrijk        |     |     |
|                |                 |       |          |         |                  |     |     |
| bronzen finale | 5 augustus 2024 | 21:30 | Letland  | 18 - 21 | Litouwen         |     |     |

### Gewichtheffen
Mannen
| atlete           | onderdeel | trekken | trekken | stoten | stoten | totaal | rang |
| atlete           | onderdeel | score   | rang    | score  | rang   | totaal | rang |
| ---------------- | --------- | ------- | ------- | ------ | ------ | ------ | ---- |
| Ritvars Suharevs | -73 kg    | 147     | DNF     | DNF    | DNF    | DNF    | DNF  |

### Moderne vijfkamp
| atleet         | onderdeel | onderdeel    | schermen (degen) | schermen (degen) | schermen (degen) | schermen (degen) | zwemmen (200 m vrije slag) | zwemmen (200 m vrije slag) | zwemmen (200 m vrije slag) | paardrijden (springen) | paardrijden (springen) | paardrijden (springen) | combinatie: schieten/lopen (10 m luchtpistool)/(3200 m) | combinatie: schieten/lopen (10 m luchtpistool)/(3200 m) | combinatie: schieten/lopen (10 m luchtpistool)/(3200 m) | totaal punten  | rang           |
| atleet         | onderdeel | onderdeel    | RR               | BR               | rang             | punten           | tijd                       | rang                       | punten                     | strafpunten            | rang                   | punten                 | tijd                                                    | rang                                                    | punten                                                  | totaal punten  | rang           |
| -------------- | --------- | ------------ | ---------------- | ---------------- | ---------------- | ---------------- | -------------------------- | -------------------------- | -------------------------- | ---------------------- | ---------------------- | ---------------------- | ------------------------------------------------------- | ------------------------------------------------------- | ------------------------------------------------------- | -------------- | -------------- |
| Pāvels Švecovs | mannen    | halve finale | 23               | 0                |                  | 240              | 2.03,71                    |                            | 303                        | 57,47                  |                        | 279                    | 11.10,97                                                |                                                         | 630                                                     | 1452           | 17             |
| Pāvels Švecovs | mannen    | finale       | niet geplaatst   | niet geplaatst   | niet geplaatst   | niet geplaatst   | niet geplaatst             | niet geplaatst             | niet geplaatst             | niet geplaatst         | niet geplaatst         | niet geplaatst         | niet geplaatst                                          | niet geplaatst                                          | niet geplaatst                                          | niet geplaatst | niet geplaatst |

### Paardensport

#### Jumping
| ruiter              | paard         | onderdeel   | kwalificatie | kwalificatie | kwalificatie | finale         | finale         | finale         |
| ruiter              | paard         | onderdeel   | strafpunten  | tijd         | rang         | strafpunten    | tijd           | rang           |
| ------------------- | ------------- | ----------- | ------------ | ------------ | ------------ | -------------- | -------------- | -------------- |
| Kristaps Neretnieks | Palladium KJV | individueel | 12,00        | 73,66        | 56           | niet geplaatst | niet geplaatst | niet geplaatst |

### Schietsport
Mannen
| atlete             | onderdeel         | kwalificaties | kwalificaties | finale         | finale         |
| atlete             | onderdeel         | punten        | rang          | punten         | rang           |
| ------------------ | ----------------- | ------------- | ------------- | -------------- | -------------- |
| Lauris Strautmanis | 10 m luchtpistool | 572           | 21            | niet geplaatst | niet geplaatst |

Vrouwen
| atlete        | onderdeel         | kwalificaties | kwalificaties | finale         | finale         |
| atlete        | onderdeel         | punten        | rang          | punten         | rang           |
| ------------- | ----------------- | ------------- | ------------- | -------------- | -------------- |
| Agate Rašmane | 10 m luchtpistool | 570           | 23            | niet geplaatst | niet geplaatst |
| Agate Rašmane | 25 m pistool      | 568           | 13            | niet geplaatst | niet geplaatst |

Gemengd
| atlete                           | onderdeel         | kwalificaties | kwalificaties | finale         | finale         |
| atlete                           | onderdeel         | punten        | rang          | punten         | rang           |
| -------------------------------- | ----------------- | ------------- | ------------- | -------------- | -------------- |
| Lauris Strautmanis Agate Rašmane | 10 m luchtpistool | 568           | 16            | niet geplaatst | niet geplaatst |

### Schoonspringen
Vrouwen
| atlete        | onderdeel  | series | series | halve finale   | halve finale   | finale         | finale         |
| atlete        | onderdeel  | punten | rang   | punten         | rang           | punten         | rang           |
| ------------- | ---------- | ------ | ------ | -------------- | -------------- | -------------- | -------------- |
| Džeja Patrika | 10 m toren | 259,30 | 22     | niet geplaatst | niet geplaatst | niet geplaatst | niet geplaatst |

### Tennis
Vrouwen
| atleet           | onderdeel | eerste ronde         | tweede ronde         | derde ronde          | kwartfinale          | halve finale         | finale / BM          | finale / BM    |
| atleet           | onderdeel | tegenstander uitslag | tegenstander uitslag | tegenstander uitslag | tegenstander uitslag | tegenstander uitslag | tegenstander uitslag | rang           |
| ---------------- | --------- | -------------------- | -------------------- | -------------------- | -------------------- | -------------------- | -------------------- | -------------- |
| Jeļena Ostapenko | enkelspel | Osorio V 4-6, 3-6    | niet geplaatst       | niet geplaatst       | niet geplaatst       | niet geplaatst       | niet geplaatst       | niet geplaatst |

### Volleybal

#### Beachvolleybal
| atleten                             | onderdeel | eerste ronde                          | eerste ronde                              | eerste ronde                                      | eerste ronde | tussenronde          | achtste finale                                  | kwartfinale                           | halve finale         | finale / BM          | finale / BM    |
| atleten                             | onderdeel | tegenstander uitslag                  | tegenstander uitslag                      | tegenstander uitslag                              | stand        | tegenstander uitslag | tegenstander uitslag                            | tegenstander uitslag                  | tegenstander uitslag | tegenstander uitslag | rang           |
| ----------------------------------- | --------- | ------------------------------------- | ----------------------------------------- | ------------------------------------------------- | ------------ | -------------------- | ----------------------------------------------- | ------------------------------------- | -------------------- | -------------------- | -------------- |
| Tīna Graudiņa Anastasija Kravčenoka | vrouwen   | Böbner - Dépré V 0 - 2 (15-21, 14-21) | Poletti - Valiente W 2 - 0 (21-19, 21-15) | Humana-Paredes - Wilkerson W 2 - 0 (21-14, 22-20) | 2            | bye                  | Müller - Tillmann W 2 - 1 (21-13, 17-21, 18-16) | Ramos - Lisboa V 0 - 2 (16-21, 10-21) | niet geplaatst       | niet geplaatst       | niet geplaatst |

### Wielersport

#### BMX
Freestyle
| atleet          | onderdeel          | plaatsingsronde | plaatsingsronde | finale | finale |
| atleet          | onderdeel          | score           | rang            | score  | rang   |
| --------------- | ------------------ | --------------- | --------------- | ------ | ------ |
| Ernests Zēbolds | freestyle (mannen) | 84,60           | 9 Q             | 87,14  | 8      |

Race
| atleet                   | onderdeel      | kwartfinale | kwartfinale | last chance run | last chance run | halve finale   | halve finale   | finale         | finale         |
| atleet                   | onderdeel      | punten      | rang        | tijd            | rang            | punten         | rang           | uitslag        | rang           |
| ------------------------ | -------------- | ----------- | ----------- | --------------- | --------------- | -------------- | -------------- | -------------- | -------------- |
| Kristens Krīgers         | race (mannen)  | 26          | 24          | niet geplaatst  | niet geplaatst  | niet geplaatst | niet geplaatst | niet geplaatst | niet geplaatst |
| Veronika Monika Stūriška | race (vrouwen) | 19          | 18          | 2.15,767        | 8               | niet geplaatst | niet geplaatst | niet geplaatst | niet geplaatst |

#### Mountainbiken
| atleet        | onderdeel              | tijd    | rang |
| ------------- | ---------------------- | ------- | ---- |
| Mārtiņš Blūms | cross-country (mannen) | 1:29:11 | 17   |

#### Wegwielrennen
Mannen
| atleet       | onderdeel    | tijd    | rang |
| ------------ | ------------ | ------- | ---- |
| Toms Skujiņš | wegwedstrijd | 6.20.50 | 5    |

Vrouwen
| atleet              | onderdeel    | tijd    | rang |
| ------------------- | ------------ | ------- | ---- |
| Anastasia Carbonari | wegwedstrijd | 4.10.47 | 9    |

### Zwemmen
Mannen
| atleet          | onderdeel        | series  | series | halve finale   | halve finale   | finale         | finale         |
| atleet          | onderdeel        | tijd    | rang   | tijd           | rang           | tijd           | rang           |
| --------------- | ---------------- | ------- | ------ | -------------- | -------------- | -------------- | -------------- |
| Daniils Bobrovs | 200 m schoolslag | 2.13,66 | 21     | niet geplaatst | niet geplaatst | niet geplaatst | niet geplaatst |

Vrouwen
| atlete      | onderdeel        | series  | series | halve finale   | halve finale   | finale         | finale         |
| atlete      | onderdeel        | tijd    | rang   | tijd           | rang           | tijd           | rang           |
| ----------- | ---------------- | ------- | ------ | -------------- | -------------- | -------------- | -------------- |
| Ieva Maļuka | 200 m wisselslag | 2.15,79 | 26     | niet geplaatst | niet geplaatst | niet geplaatst | niet geplaatst |